# 서치 (영화)
《서치》(영어: Searching)는 2018년 미국의 미스터리 스릴러 영화이다. 어니시 차건티 감독의 장편 데뷔작으로, 차건티와 세브 오하니언이 각본을 맡았으며, 티무르 베크맘베토프가 제작을 맡았다.  영화 대부분은 컴퓨터와 스마트폰 화면을 배경으로 진행되며, 아버지(존 조 역)가 형사(데브라 메싱 역)의 도움을 받아 실종된 16세 딸(미셸 라 역)을 찾는 이야기를 다룬다. 아시아계 미국인 배우가 주연을 맡은 최초의 주류 할리우드 스릴러 영화이다.
미국과 러시아에서 공동 제작했으며 2018년 1월 21일 선댄스 영화제에서 공개되었다. 2018년 8월 24일 소니 픽쳐스 릴리싱을 통해 미국에서 개봉했다. 88만 달러의 제작비에 비해 전 세계적으로 7,500만 달러 이상의 수익을 올려 흥행과 비평 모두에서 성공을 거두었으며, 연출, 연기, 독특한 영상미, 예측할 수 없는 스토리라인으로 호평을 받았다. 인디펜던트 스피릿 어워드에서 조는 남자주연상 후보에 올랐다. 이 영화의 성공으로 같은 세계관을 공유하는 영화 《런》과 속편 《서치 2》가 제작되었다.

## 줄거리
딸 마고와 함께 캘리포니아주 산호세에 살고 있는 데이비드 김은 최근 아내 파멜라를 림프종으로 사별한다. 어느 날 데이비드는 전날 밤 잠들어 있던 중 마고에게 온 부재중 전화를 발견하고 연락을 취해 보지만 연결되지 않는다. 마고가 피아노 레슨에 참석하고 있다고 생각해 강사에게 전화를 걸지만 6개월 전에 레슨을 취소했다는 말을 듣는다. 데이비드는 이후 마고가 2,500달러를 챙긴 뒤 현재는 삭제된 벤모 계정에게 계좌 이체한 사실을 알게 된다. 경찰에 실종 신고하자 사건은 로즈마리 빅 형사에게 배정된다. 데이비드는 마고의 소셜 미디어 계정에 접근해서 마고가 파멜라가 죽은 후로 외톨이가 되었다는 사실을 알게 된다. 빅은 데이비드에게 마고가 가짜 신분증을 만들었으며 도시 외곽에 있는 차량 교통 카메라 영상을 보여주며 그녀가 가출했을 가능성이 있다고 알려준다.
가출했을 것이라고 믿지 않은 데이비드는 마고가 '유캐스트'라는 스트리밍 사이트를 사용하고 있었고 익명의 해나라는 젊은 여성과 친구가 되었다는 사실을 알게 된다. 빅은 한나가 실종 당일 피츠버그에서 있었다는 알리바이가 있다고 알려준다. 마고의 텀블러 계정을 통해 마고가 마지막 목격지인 고속도로 근처의 바보사 호수를 자주 방문했다는 사실을 알아챈 데이비드는 거기서 마고의 포켓몬 열쇠고리를 발견해 경찰에 알리고, 이후 경찰은 호수를 수색 하던 중 차를 발견한다. 차에서 2,500달러가 들어 있는 봉투가 발견되었지만 시신은 발견되지 않는다. 대규모 수색대가 조직되었지만, 폭풍으로 인해 수색이 지연된다. 데이비드가 마고의 행방을 알고 있다고 주장하는 소년과 다툼을 벌이자 빅은 데이비드에게 사건에 손을 뗄 것을 권한다. 데이비드는 굴하지 않고 TMZ 기사에 첨부된 범죄 현장 사진에서 동생 피터의 재킷을 알아본다.  마고와 피터 사이에 주고받은 근친상간 관계를 암시하는 내용의 문자들을 발견한 데이비드는 피터의 집에서 피터를 추궁했지만 피터는 마고와 단지 대마초를 피우며 대화를 나누었을 뿐이라고 밝히며, 파멜라의 죽음에서 벗어나지 못하고 있는 마고를 소홀히 대하는 데이비드를 질책한다. 이후 빅은 데이비드에게 전화해서 랜디 카토프라는 전과자가 인터넷에 마고를 강간하고 살해했음을 자백하는 영상을 올리고 자살했다고 알려준다.
이후 마고의 장례식이 준비된다. 데이비드는 장례식 스트리밍 사이트에 사진을 업로드하던 중, 웹사이트 사진에 해나의 사진이 있는 것을 보게 된다. 해나가 스톡 모델이라는 사실을 알게 된 데이비드는 해나가 마고를 모른다는 사실과 경찰이 그녀에게 전화한 적이 없다는 사실을 알게된다. 그는 빅에게 연락을 시도했지만 대신 교환원과 통화하게 되었고, 교환원은 빅이 주장한 것과 달리 그녀가 그 사건을 배정받은 것이 아니라 스스로 자원했다는 것을 알려준다. 그는 그녀가 전과자를 위한 자원봉사 프로그램을 통해 카토프를 알고 있었다는 것을 발견한 데이비드는 보안관에게 신고하고 장례식에서 체포된 빅과 마주친다. 아들 로버트의 감형을 조건으로 자백한 빅은 마고를 좋아했던 로버트가 가까워지기 위해 "해나"라는 이름으로 유캐스트 계정을 사용했다고 밝힌다. 마고는 로버트가 어머니가 암에 걸린 노동자 계층의 소녀라고 믿고 그의 벤모 계좌로 돈을 보냈다. 거짓말을 한 것이 부끄러웠던 로버트는 돈을 직접 돌려주고 싶어서 마고를 따라 바보사 호수까지 가서 자신의 정체를 드러내기 위해서 마고의 차에 들어갔지만 이를 본 마고는 놀라 달아나다가 몸싸움이 벌어지고, 로버트는 실수로 마고를 절벽에서 50피트 깊이의 협곡으로 밀어 떨어뜨렸다. 로버트로부터 전말을 들은 빅은 사건을 은폐하고, 차를 호수에 빠뜨리고 가짜 신분증 증거를 조작한다. 열쇠고리와 자동차를 찾은 빅은 카토프에게 약물을 줘서 자백을 조작했다는 것이 밝혀진다.
빅은 마고가 아직 협곡에 있으며, 추락 사고에서 살아남았더라도 물 없이 5일을 버틸 수 없었을 것이라고 말한다. 이 말을 들은 데이비드는 수색을 시작한 지 사흘째 되는 날 몰아친 폭풍으로 충분한 물을 얻을 수 있다고 생각해 경찰에게 협곡으로 돌아가자고  마고가 심하게 다쳤지만 살아있는 것을 발견한다. 2년 후, 마고는 피아노 전공으로 대학에 지원한다. 데이비드는 파멜라가 마고를 자랑스러워했을 것이라고 말한다. 마고는 파멜라와 자신이 찍힌 데스크탑 사진을 구조 후 병원 대기실에 있는 두 사람이 찍힌 데이비드가 보낸 사진으로 바꾸어 두 사람이 사고 이후 더욱 가까워졌음을 보여주며 영화는 끝났다.

## 출연
- 미셸 라 - 마고 김
  - 키아 돈 라우 - 9세 마고
  - 메건 류 - 7세 마고
  - 알렉스 제인 - 5세 마고
- 존 조 - 데이비드 김
- 데브라 메싱 - 로즈메리 빅 형사
- 사라 손 - 파멜라 남 김
- 죠셉 리 - 피터
- 릭 사라비아 - 랜티 카토프
- 숀 오브라이언 - 라디오 방송인

## 제작
원래는 8분 분량의 단편 영화로 기획되었지만 어니시 차건티 감독과 각본가인 세브 오하니언의 제안서를 받은 제작사 바젤레브스 컴퍼니가 장편 영화로 확장할 것을 제안했다. 로즈마리 빅이라는 등장인물 이름은 로즈마리의 아기와 TV시리즈 쉴드의 등장 인물인 빅 메이키의 이름을 따왔다. 배우 존 조는 처음에 영화가 전부 TV, 휴대전화, 컴퓨터 화면 시점으로 진행된다는 것은 실행 불가능하다고 생각해 출연 제의를 거절했다.
영화는 GoPro, 무인 항공기, 뉴스 헬리콥터, 소형 디지털 카메라, 웹캠 등 다양한 장비들을 사용해 촬영되었으며,  감독의 아이폰이 메인 카메라로 사용되었다. 존 조가 맡은 데이비드 김과 데브라 메싱이 맡은 로즈마리 빅 사이 대화 장면은 모두 한 집 양 반대편에서 촬영되었다.
촬영에는 13일이 소요되었으며 편집에는 약 1년 반이 걸렸다.
존 조는 인터뷰에서 십대 딸이 있다는 캐릭터성에 맞게 영화에서 얼굴에 선을 그어 자신을 더 나이들어 보이게 만들었다고 말했다.

## 배급
2018년 1월 21일 선댄스 영화제에서 세계 최초로 공개되었다. 이후 소니 픽쳐스가 500만 달러에 영화 배급권을 매입했다. 원래는 2018년 8월 3일에 출시될 예정이었으나, 2018년 8월 24일에 한정 개봉으로 연기된 뒤, 2018년 8월 31일에 전면 개봉되었다.

## 반응

### 흥행
미국과 캐나다에서 2,600만 달러, 기타 지역에서 4,940만 달러의 수익을 올려 전세계적으로 7,550만 달러의 흥행 수입을 올렸다.
한정된 개봉 주말에 9개 극장에서 388,769달러의 수익을 올렸으며 극장당 평균 수익은 43,197달러였다. 8월 31일에 1,207개의 극장으로 확장되었고, 주말 동안 예상된 흥행 수입 300만 달러를 뛰어넘어  610만 달러의 수익을 올려 박스오피스 4위를 차지했다. 9월 2주차 주말에는 802개 극장에서 추가로 개봉되었고 450만 달러의 수익을 올려 5위를 차지했다.  3주차에는 흥행 수입 320만 달러를 올렸다.

### 비평가 반응
리뷰 집계 사이트인 로튼 토마토에서는 263명의 평론가들 중 92%가 긍정적인 평가를 내려 평균 7.5/10 평점을 받았다. 메타크리틱은 34명의 평론가들의 평을 가중 산술 평균한 점수를  100점 만점에 71점으로 집계하며 영화에 "전반적으로 긍정적"인 평가를 내렸다.  시네마스코어의 실시한 관객 설문조사에서 A+에서 F 등급 중 'A' 점수를 받았으며, PostTrack의 영화 관객 평에서는 78%의 전반적인 긍정적인 점수를 받았다고 보고했다.
《롤링 스톤》의 피터 트래버스는 별 5개 만점에 4개를 주며 "뛰어난 장편 데뷔작에서 아니쉬 차건티 감독은 스마트폰, 랩탑 화면, 브라우저 창, 감시 영상으로만 진행되는 긴장감 넘치는 스릴러를 만들어낸다는 불가능한 일을 해냈다. 《서치》는 핵심에 뛰는 심장이 있는 기술적 경이로움으로, 모든 차이를 만들어낸다"고 썼다. 뉴욕 타임즈의 아이샤 해리스는 "마지막에 전말이 밝혀지는 부분은 로앤오더 에피소드에서 찢어낸 듯한 느낌이지만, 일상 생활에 퍼져있는 전자 기기들의 활용과 존 조가 육감적인 주인공 역할을 맡는 것을 보는 즐거움이 결합되어 《서치》는 만족스러운 심리 스릴러가 되었다." 라고 평했다.

## 속편
2019년 8월 14일 속편 제작이 발표되었다. 차건티 감독은 속편에 1편의 등장인물들이 재등장하지 않는다고 밝혔다. 2021년 1월 13일 1편의 편집자였던 메릭 존슨과 닉 존슨이 공동으로 각본과 감독을 맡는다고 알려졌다.